# Voiture-restaurant
 (décembre 2017).
Si vous disposez d'ouvrages ou d'articles de référence ou si vous connaissez des sites web de qualité traitant du thème abordé ici, merci de compléter l'article en donnant les références utiles à sa vérifiabilité et en les liant à la section « Notes et références ».

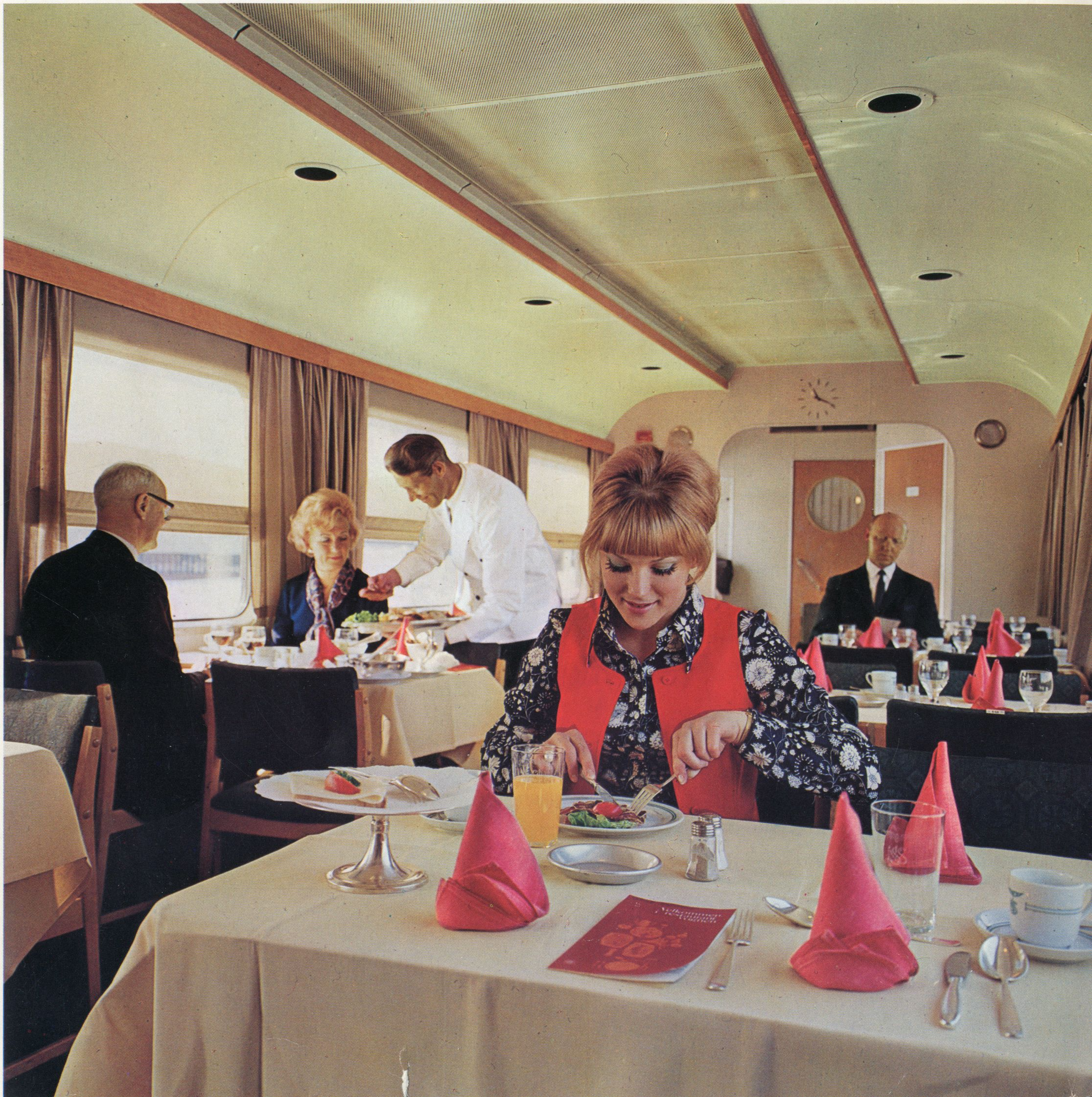
Voiture-restaurant norvégienne dans les années 1960.

Une voiture-restaurant, ou wagon-restaurant, est une voiture de chemin de fer généralement incorporée dans un train à grand parcours, à bord de laquelle les repas sont servis à table comme dans un restaurant fixe.

## Historique

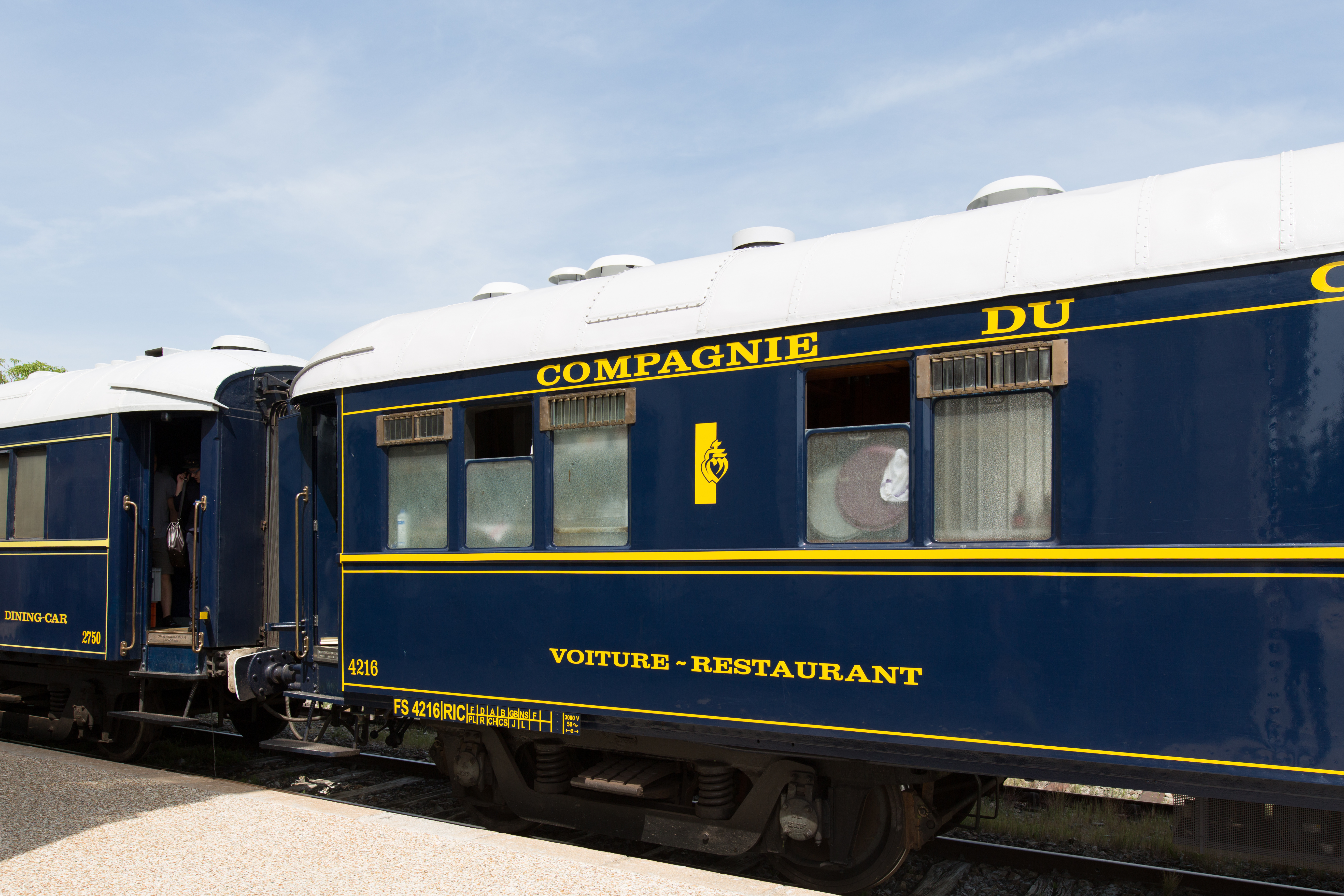
Voitures-restaurant ex-CIWL

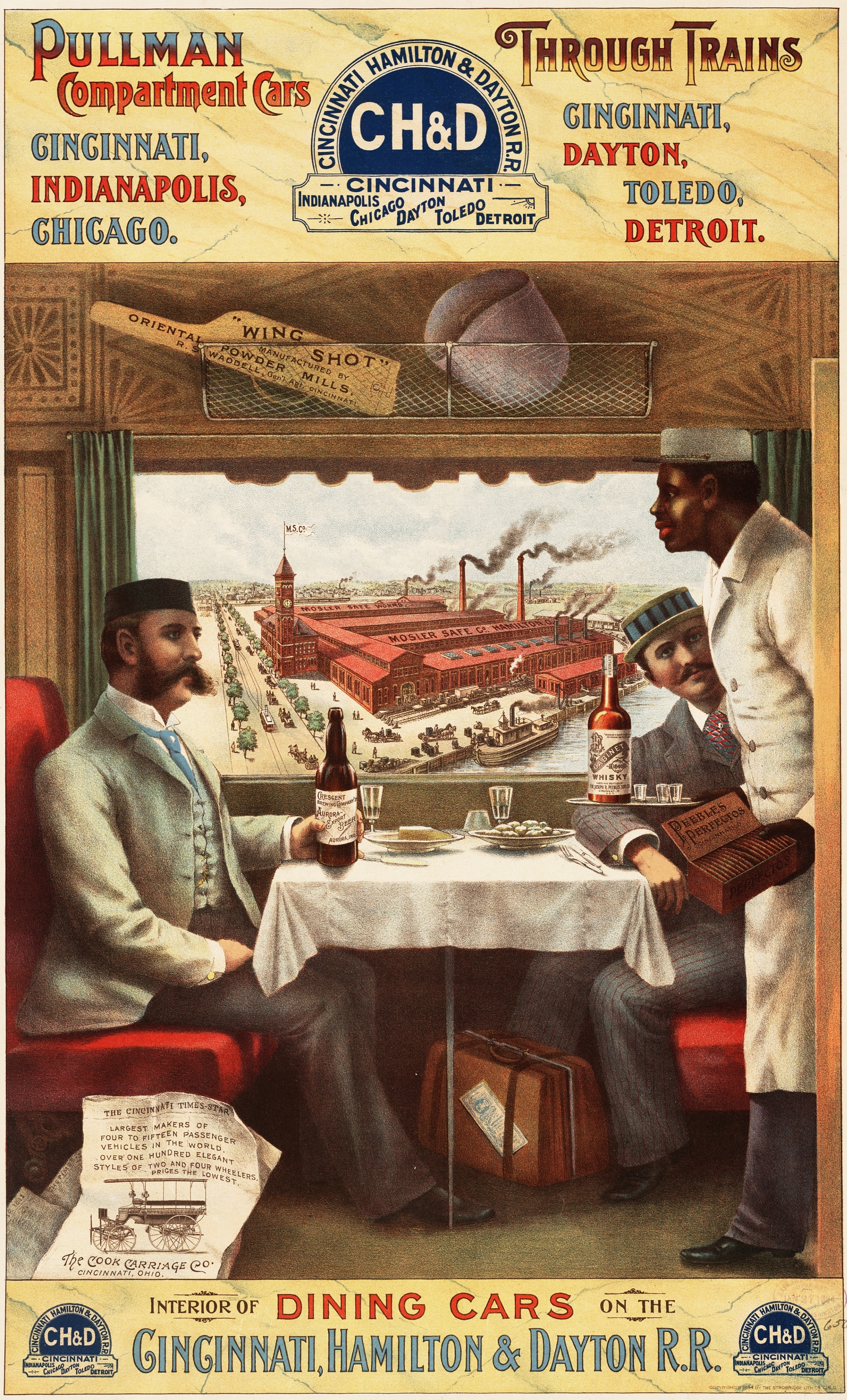
Intérieur d'une voiture-restaurant Pullman sur la ligne Cincinnati, Hamilton and Dayton Railway en 1894

La première voiture-restaurant au monde a été mise en service en 1868 sur le Chicago & Alton Railroad aux États-Unis, tandis que la première voiture-restaurant européenne a circulé le 1er novembre 1879 sur le Great Northern Railway entre Londres et Leeds au Royaume-Uni, puis introduite en France et dans l'ensemble des nations européennes.
En 2017, en France, la plupart des services de restauration sont assurés par la Compagnie des wagons-lits (groupe Newrest).

## Les différences de service

### Le wagon-restaurant
Le classique wagon-restaurant (notamment celui de la Compagnie des wagons-lits) a des tables nappées de linge blanc, une argenterie, un personnel impeccable formant une brigade, une cuisine généralement élaborée à bord par le chef. Les services de restauration sont le petit-déjeuner, le déjeuner, le thé complet et le dîner, annoncés traditionnellement par un employé agitant une clochette - plus récemment par haut-parleur - et distribuant des fiches de réservation.
En France, ce genre de wagon-restaurant a été retiré des trains de grandes lignes intérieurs entre 1975 et 1980, mais maintenu sur les trains de luxe du réseau Trans-Europ-Express jusque dans les années 1990 et sur les grands trains internationaux de jour jusqu'en 2000. En 2018, il continue d'être proposé sur les grands trains internationaux de nuit: Paris-Berlin-Varsovie-Moscou (Moscou Express) ou encore Nice-Vienne-Moscou (Riviera Express) ou Paris-Milan-Venise, le plus prestigieux étant celui du Venise-Simplon-Orient-Express Calais-Paris-Venise et Paris-Istanbul.
D'autres formules, essayées ou conservées, sont apparues au fil du temps.
En effet, les services de restauration en voitures-restaurants sont relativement coûteux, notamment du fait des charges de personnel roulant. Le raccourcissement des temps de trajet a modifié les habitudes et les comportements des voyageurs. Dans les années 1960-1970, des voitures-restaurants à libre-service, dénommées Gril-Express en France, imitées sous le vocable Quick-Pick en Allemagne ou Cafeteria en Italie, ont été conçues pour réduire les coûts d'exploitation mais l'arrivée, en France, du TGV, ainsi que l'évolution des goûts et les nouvelles exigences de la clientèle les ont progressivement fait disparaître du paysage ferroviaire.

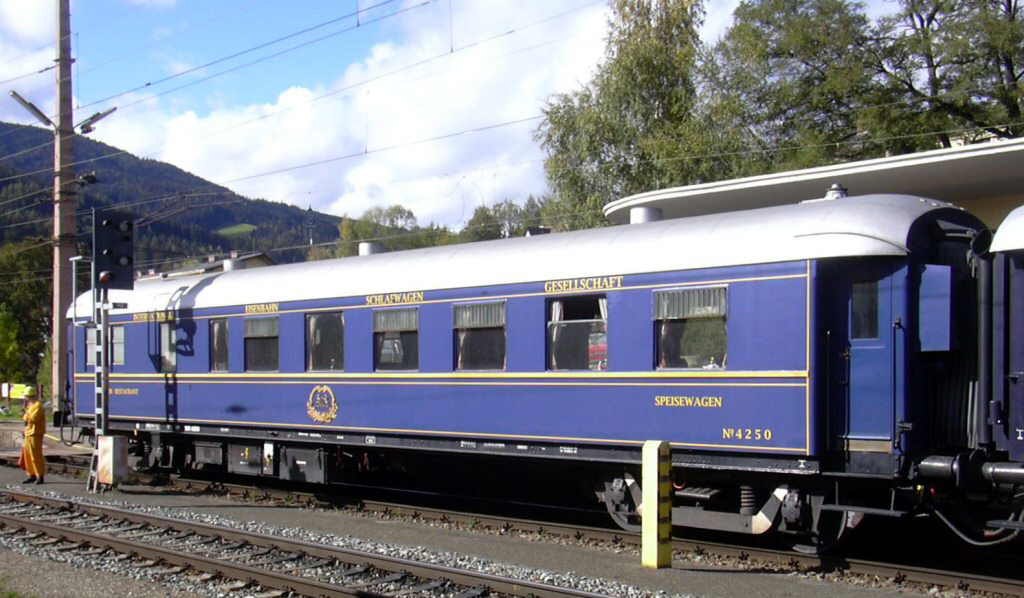
Voiture-restaurant de la Compagnie internationale des wagons-lits

Les anciens wagons-restaurants de la Compagnie des wagons-lits (classées monument historique) ont été rénovés. Les voitures de nouvelle génération de la SNCF livrées à partir de 1966-1970 ont eu leur carrière abrégée par l'arrivée du TGV : certaines ont été transformées en voitures-salon Club-34 pour affrètement, ou en voitures-spectacle pour les trains animés (en vogue dans les années 80-90) d'autres vendues, certaines à des compagnies ferroviaires, mais la plupart des autres a échoué chez les ferrailleurs car elles contenaient de l'amiante et un générateur autonome pour l'énergie (générateur électrique mu par moteur thermique).
Avec la restauration traditionnelle maintenue sur rames indéformables (Pendolino, ICE, ICN), les voitures-restaurants classiques ont de beaux jours devant elles en Europe. Situées en général au milieu du convoi entre les premières et seconde classes, on les trouve aussi sur les rames tractées classiques de jour, de type EuroCity, ou les trains de nuit internationaux (CNL, Thello, EN etc). Toutefois, au Royaume-Uni, pour des raisons d'économie, l'ensemble des voitures-restaurants britanniques a été supprimé en mai 2011, soulevant un tollé dans la clientèle.
Dans les années 1990, la Deutsche Bahn et les Chemins de fer fédéraux suisses ont essayé avec le groupe McDonald's la voiture « Fast Food » sur des trains InterCity. Au bout de cinq ans environ, tous ces services ont disparu, malgré les tarifs semblables aux établissements fixes, la clientèle désapprouvant l'abaissement de la qualité représenté par ce type de prestation.

### La restauration à la place
(novembre 2017).

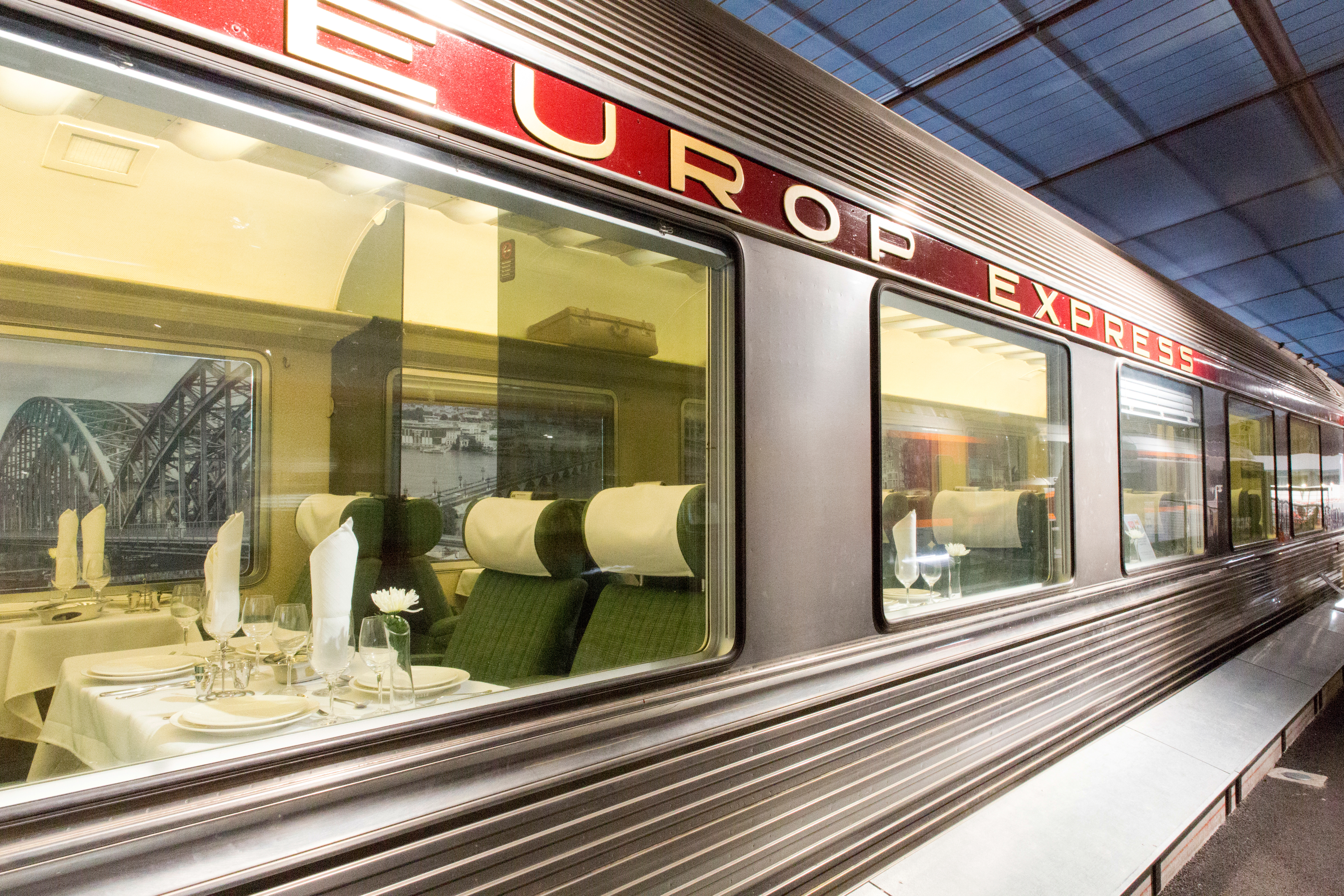
Restauration à la place en voiture-salon Trans-Europ-Express type Mistral 1969 (Cité du train).

Dès les années 1920, dans toute l'Europe, la voiture-salon Pullman proposait un nouveau type de restauration à la place, sans besoin pour le voyageur de se déplacer au wagon-restaurant. À partir de 1957, certains trains du réseau Trans-Europ-Express, reprirent cette disposition, ainsi que d'autres trains nationaux de prestige de la SNCF ou des British Railways.
En France, l'arrivée des voitures Corail, dans les années 1970, puis des TGV dès 1981 a permis la généralisation, en première classe, de ce type de service, désormais plus inspiré des plateaux-repas de l'aviation, permettant de se passer du wagon-restaurant, avec des plats préparés en dehors du train puis embarqués. Après un certain reflux de la demande vers 1990, la SNCF réinstalle cette offre dans les années 2010, toujours en première classe sur de grandes relations, sous une nouvelle forme plus raffinée, avec le concours de grands chefs — concept parfois proche du wagon-restaurant (Eurostar et TGV Lyria notamment) ; de plus en plus souvent, elle est intégrée dans le prix du billet, à l'instar des Chemins de fer britanniques.
Cette restauration, proposée à bord de trains à long parcours, est :
- incluse dans le prix du billet de première classe pour les trains suivants :
  - Eurostar, de la France ou la Belgique vers le Royaume-Uni,
  - Thalys, de la France vers la Belgique, les Pays-Bas et l'Allemagne (Rhénanie),
  - TGV Lyria, de la France vers la Suisse,
  - TGV d'Affaires, entre Paris et les grandes villes françaises de province (mise en service prévue en 2018)[Passage à actualiser],
  - rapides nationaux de prestige des compagnies privées britanniques ;

- en option, uniquement en première classe, avec ou sans réservation, pour les trains suivants :
  - TGV Alleo, de la France vers l'Allemagne centrale et du sud,
  - TGV France – Italie,
  - Service première classe (boissons offertes, en-cas et petit-déjeuner en option) à bord des voitures-lits russes incorporées à l'Intercités de nuit Paris – Côte d'Azur (train exploité par la SNCF ; service suspendu depuis le 9 décembre 2017),
  - AVE (en Espagne) ;

- en option, dans les deux classes, avec ou sans réservation (formule simplifiée de petit-déjeuner et d'en-cas servis à la place) à bord des trains suivants :
  - TGV Renfe-SNCF en Coopération France – Espagne,
  - Intercités de nuit, trains de nuit intérieurs français,
  - Intercités, trains de jour à long parcours Paris – province et sur la liaison « Grand Sud » Bordeaux – Toulouse – Montpellier – Marseille ;

- en option, sur réservation : coffrets-repas de luxe à retirer au buffet de gare Le Train bleu (il s'agit donc d'un service indépendant des compagnies ferroviaires), pour tous les trains pouvant être empruntés depuis Paris-Gare-de-Lyon.

### La restauration en libre service
La volonté de développer la restauration en libre-service, moins chère, conduit à la création de voitures dédiées à ce type d’utilisation.

## Les différences de matériel

### Voitures-restaurants de la Compagnie des wagons-lits (CIWL)

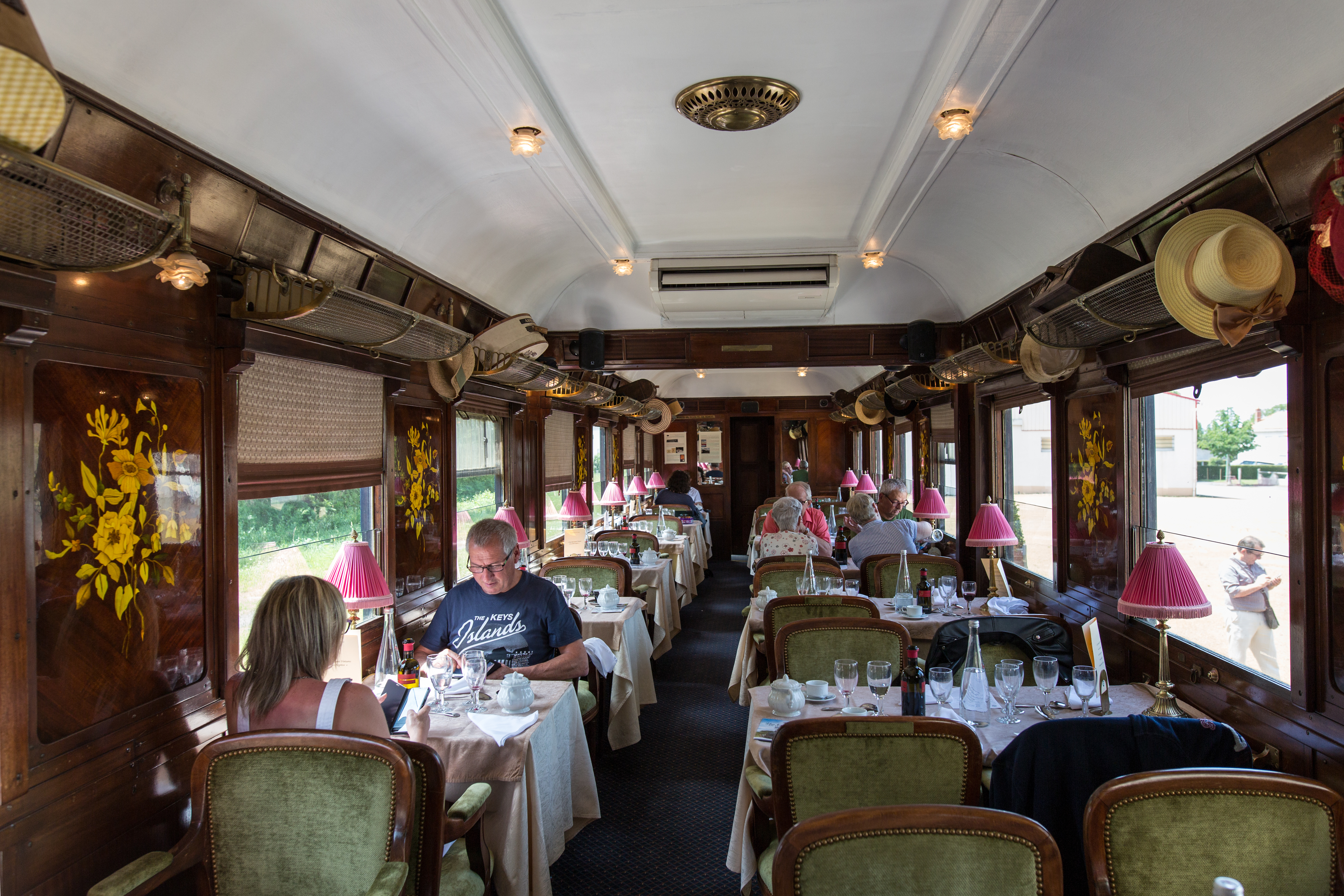
Repas en voiture-restaurant des années 1920 (CFV)

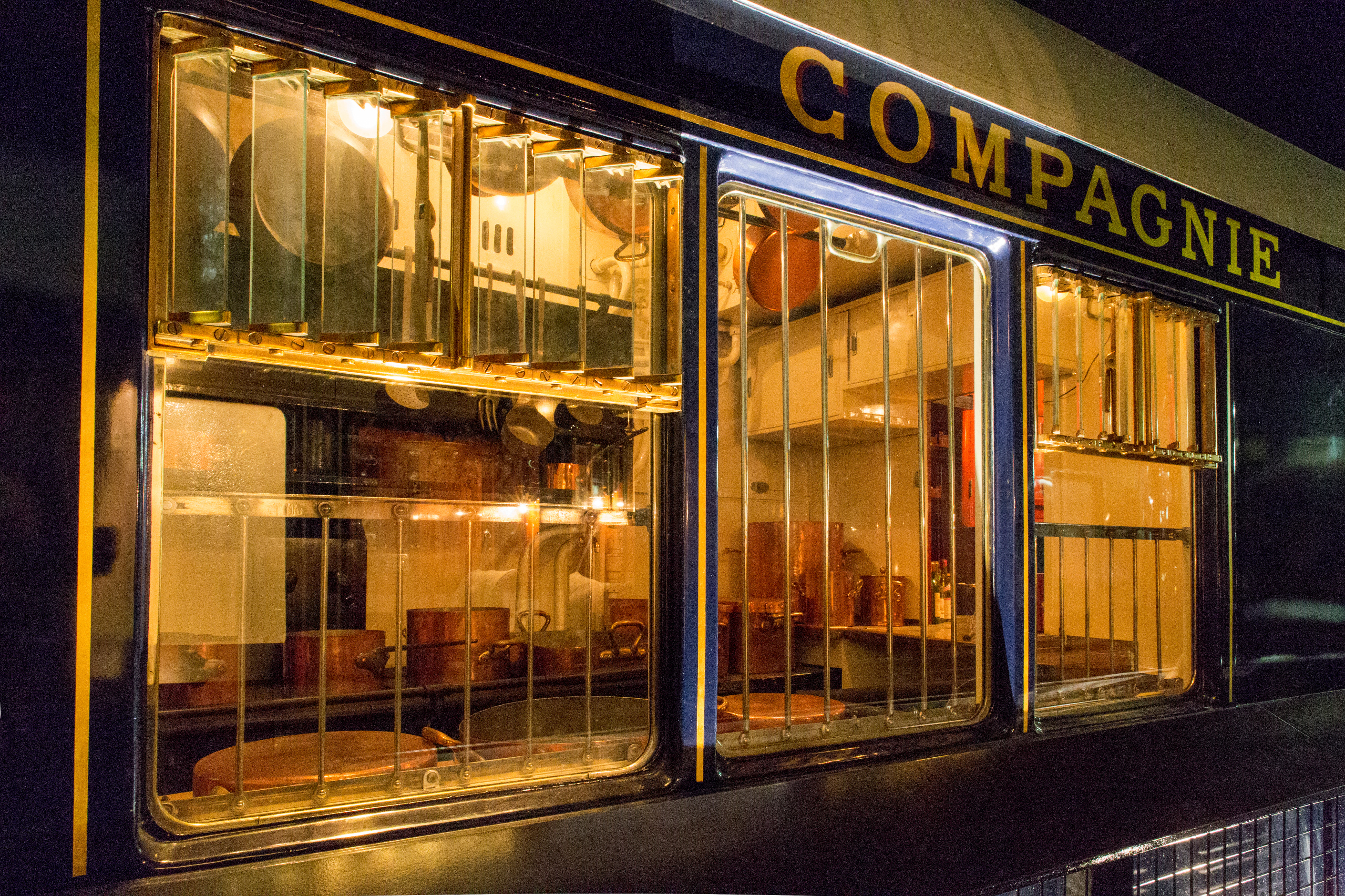
Cuisine d'un wagon-restaurant CIWL.

- Mise en service : 1926 (prototypes 2693 à 56 places construit par Dyle et Bacalan et 2700 de 42 places construits par Birmingham)[1]
- Longueur : 23 452 m
- Tare : 52 - 53 t (de 51,7 à 56,5 selon les modèles)
- Vitesse maximale : 140 km/h
- Nombre : 261 tous types confondus

#### 1926-1938
Entre 1926 et 1932, la CIWL reçoit de divers constructeurs comme les Officine Meccaniche Italiane della Reggio Emilia (Italie), EIC (Aytré, France) ou Ganz (Hongrie) 202 voitures-restaurant de 42 à 56 places.
En 1938 la CIWL fait rouler 145 voitures-restaurant dont 1/3 vient de la transformation d'anciennes voitures Pullman avec cuisine.

#### 1939-1944
Malgré la Seconde Guerre mondiale 49 nouvelles voitures sont construites par Reggio Emilia, Astra (Roumanie), Ciegelski (Pologne) dont 2 dans les ateliers de la CIWL à Budapest.

#### 1950-1955
Pour compenser les pertes de guerre, 10 voitures de 42 places sont construites par Simmering (Autriche) en 1950. 10 autres seront produites par Breda (Italie) en 1955.

#### 1962-présent
En 1962 la SNCF rachète à la CIWL 114 voitures, en majorité à 56 places. Lors de la modernisation de 1980, la moitié du parc prendra la livrée C1 européenne (orange à bande blanche sous les fenêtres).
Des associations françaises et espagnoles ont sauvé de la destruction et rénové plusieurs voitures ; elles permettent, à l'instar de la voiture 2750 de 1926 du chemin de fer de la Vendée, de restituer l'ambiance des trains d'origine. Certaines voitures sont rénovées pour les trains de compagnies privées comme le Venise-Simplon-Orient-Express ou le Nostalgie Istanbul Orient Express.
- À partir de 1966, apparaissent des nouvelles voitures-restaurants commandées par la SNCF, dont seul le service est assuré par la Compagnie des wagons-lits. Climatisées, elles équiperont les meilleurs rapides de l'époque avant l'ère des Corail et des TGV. Les dernières ont été retirées du service (sur les trains internationaux) dans les années 2000.

### Suisse et Allemagne

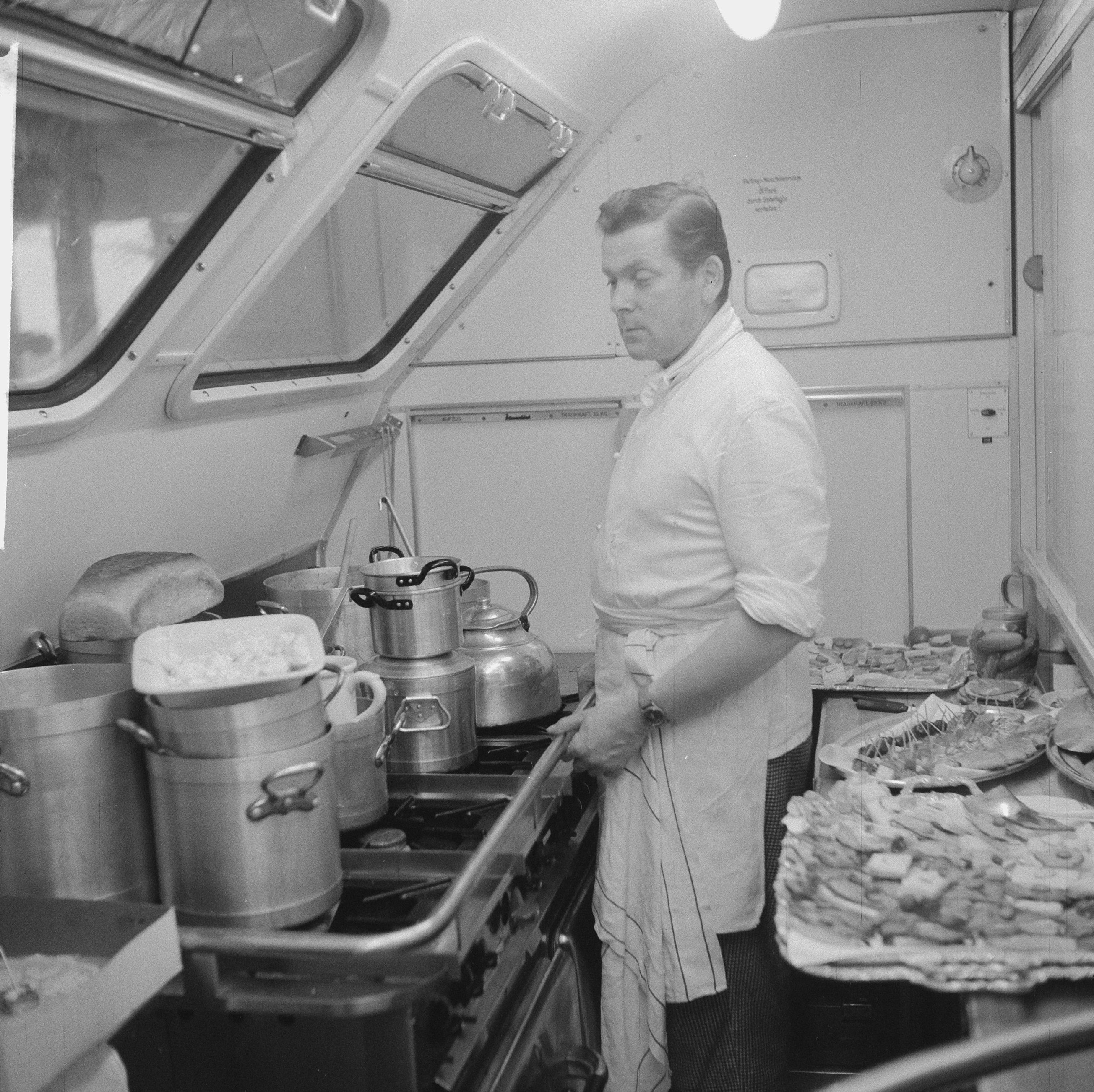
Cuisine de la voiture-restaurant à bosse du Rheingold en 1962

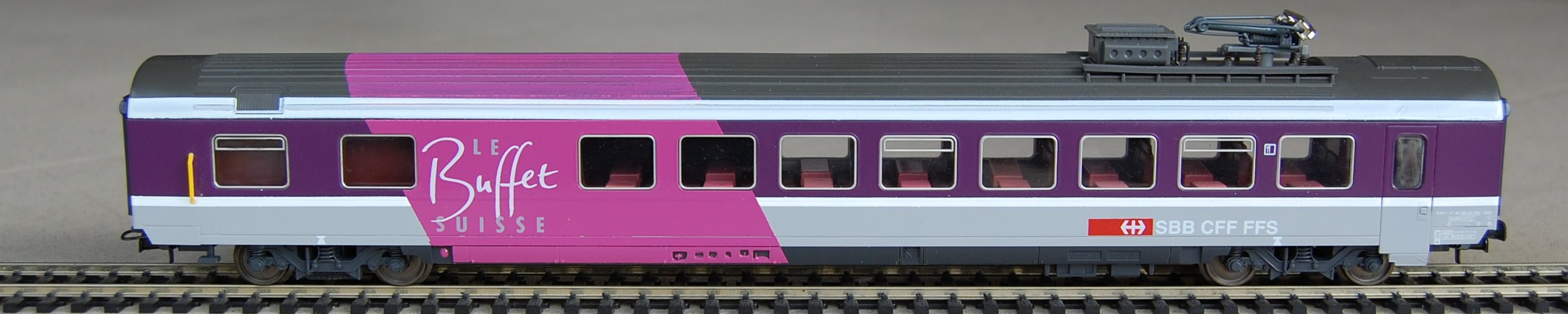
Modèle réduit de voiture-buffet suisse des SBB-CFF-FFS par Roco

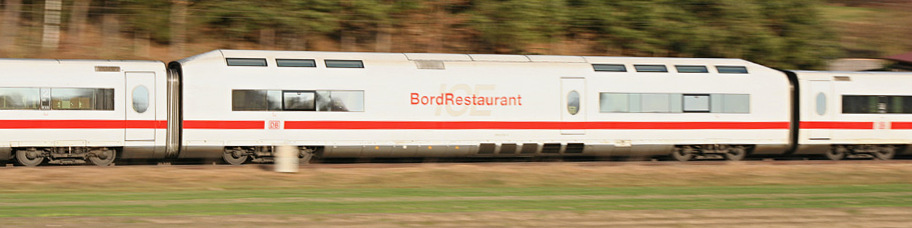
voiture-Restaurant à bord de l'ICE.jpg

Pour assurer les services Rheingold (1962) et Rheinpfeil (1963), la Deutsche Bundesbahn et la DSG (Deutsche Schlafwagen- und Speisewagengesellschaft (de)) mettront en service 5 voitures-restaurants de type Rheingold 1962 à bosse (Buckelspeisewagen) qui ont la particularité unique dans l'Europe ferroviaire d'avoir la cuisine et l'office aménagés sur deux niveaux.
En Suisse et en Allemagne les voitures-restaurants actuellement en service sont intégralement climatisées et la cuisine entièrement électrique, avec alimentation par la ligne de train ou conduite de chauffage branchée sur la locomotive. Lorsque cette conduite est hors tension, la climatisation, ainsi que les auxiliaires 380 V, ne fonctionnent pas. La seule exception est la voiture restaurant : le train étant en stationnement sur une voie de garage obligatoirement électrifiée en 15 kV 16⅔ Hz ; (SBB-CFF-FFS, DB, ÖBB, SJ, NSB) la voiture-restaurant est directement alimentée en haute tension sur la caténaire grâce à un pantographe, un disjoncteur et un transformateur abaissant la tension primaire de 15 kV en 1000 V au secondaire, afin de maintenir sous tension les équipements HT : réfrigérateurs, cuisine, gestion électronique des fours, climatisation, etc. Ce transformateur travaille à la fréquence de 16,67 Hz. Cependant, dans ces voitures modernes, ce courant alternatif à très basse fréquence va directement être redressé par un convertisseur statique qui retransformera le courant continu en triphasé 380 V 50 Hz.
Le pantographe de la voiture-restaurant s'abaisse automatiquement lorsque le convoi atteint la vitesse de 10 km/h ou lorsqu'on remet sous tension la conduite de chauffage. C'est le cas des EuroCity : Transalpin, Bavaria, Rheinpfel, Maria Theresia, Blauer Enzian (circulant en Suisse, Allemagne, Autriche). Trois de ces voitures, repeintes aux couleurs de l'Orient-Express, composent le train affrété, dénommé « Prestige Continental Express ».

### France

#### Voitures-restaurants unifié (VRU)
La voiture de restauration à la place VRU DEV appartient à la série des voitures UIC-Y deviendront classiques bien que de nouvelle génération avec des portes type Mielich. Elle a été livrée de 1966 à 1968 en 42 exemplaires immatriculés 51 87 88-70 001 à 042. Montées sur bogies Y26, ces voitures de 48 t pour 24,5 m pouvaient rouler à 160 km/h, certaines étant aptes aux 200 km/h pour le Capitole (1967-1970). Leur climatisation est alimentée par un groupe électrogène embarqué. Aucune VRU ne figure dans la composition des trains Intercités, la restauration à la place étant remplacée sur certains longs parcours par un service de vente ambulante.
Leur livrée d'origine est rouge avec 2 bandes blanches (entre les portes) supportant un encadrement de chacune des 8 baies principales sur un flanc et 9 sur l'autre. Pour les rames du Capitole la livrée abandonne l'encadrement en blanc des baies et élargit la bande inférieure tout en conservant la couleur rouge du fond. En 1970, elles prennent une nouvelle livrée rouge vermillon et bande gris métal, s'adaptant à la nouvelle livrée C160 .
Du côté des 8 baies, la première demi-baie côté gauche de la voiture est en vitrage blanc seulement en partie basse. Il en sera de même pour la première des 8 baies (ces 2 baies sont ouvrables et font partie de la cuisine). Pour les VRU "Club 42" et "Espace enfants", la cuisine étant raccourcie, cette première grande baie est inexistante (7 baies au lieu de 8). Sur ce même côté à l'autre extrémité de la voiture, le bloc sanitaire est en vitrage blanc. Du côté des 9 baies, en face de la cuisine les 2 grandes baies sont également ouvrables. Toutes les autres sont fixes.
Leur service étant remplacé, en service intérieur, par celui offert par les voitures-bar Corail, elles ont été transformées à partir de 1979 avec une livrée corail et portes orange en :
- 12 voitures « espace détente » B7tux, à 56 places type Corail avec un coin canapés et fauteuils
- au moins une voiture "Espace Enfants" B7tux type Corail avec un espace de jeu pour les enfants

mais, pour le service international, en 1985 :
- 6 voitures-restaurants classiques ont été modernisées en livrée Corail mais avec des portes non peintes en orange.

Tandis que l'on procédait aux transformations suivantes :
- 10 voitures « Club 34 » Su avec 34 places en vis-à-vis[2] en livré corail avec portes orange pour trains d'affrètement avec restauration et voitures-conférence,
- 7 voitures-conférence « Agora » avec bar, salle de réunion et salon[2],
- 1 voiture-audiovisuel SAV équipée de téléviseurs au plafond, 2 voitures-cinéma-conférence : SCCV 61 87 89-70 064-9 et SCC 61 87 89-90 065-2 (avec pupitre et écran).

#### Voitures-restaurants Gril-Express (GE)

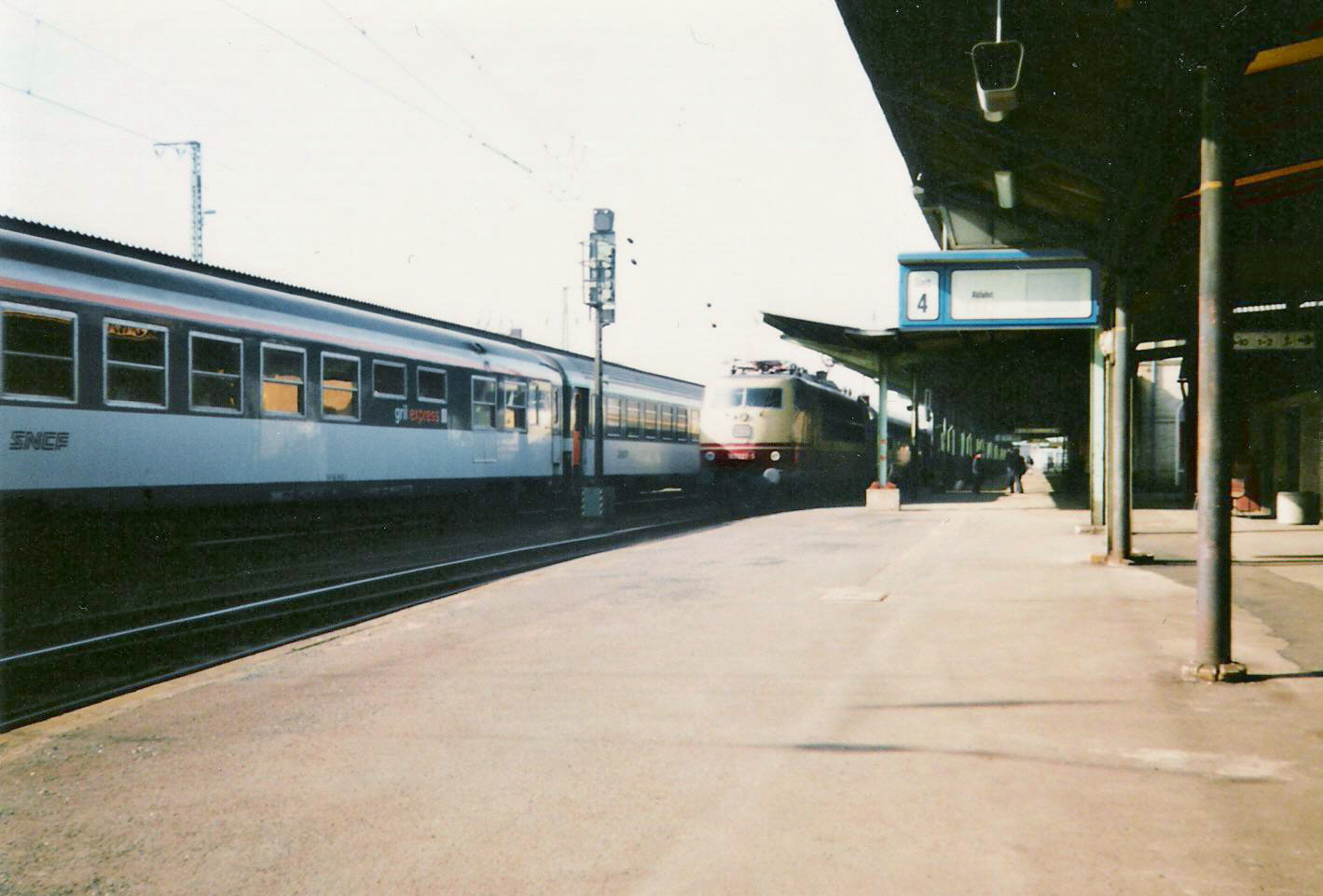
Gril Express en livrée Corail)

La SNCF a commandé, à partir de 1967, 58 voitures Gril-Express, pour le service en libre-service. Elles ont été construites par De Dietrich à Reichshoffen sur la base de caisses UIC et livrées entre 1970 à 1973. Montées sur bogies Y28F, elles sont aptes aux 160 ou 200 km/h.
La climatisation ne sera installée que dans les années 1980 pour se mettre au niveau des Corail. Elles prendront aussi la livrée corail. Chassées par le TGV et retirées des trains Intercités, deux sont transformées en voitures-conférence SCC de 32 places, pour l'affrètement. D'autres vendues d'occasion aux chemins de fer belges et portugais.

#### Nouvelle utilisation des VRU et des GE
L'alimentation électrique étant totalement autonome, grâce à un groupe électrogène intégré à bord, son alternateur triphasé produit 380 volts entre phases. Certains de ces voitures, y compris les VRU en livré rouge ont été incorporés à des trains de pèlerinages, transportant des malades couchés, pour alimenter en 220 volts les appareils médicaux des voitures sanitaires (ambulances). Toutes ces voitures ont été retirées du service vers 2000.

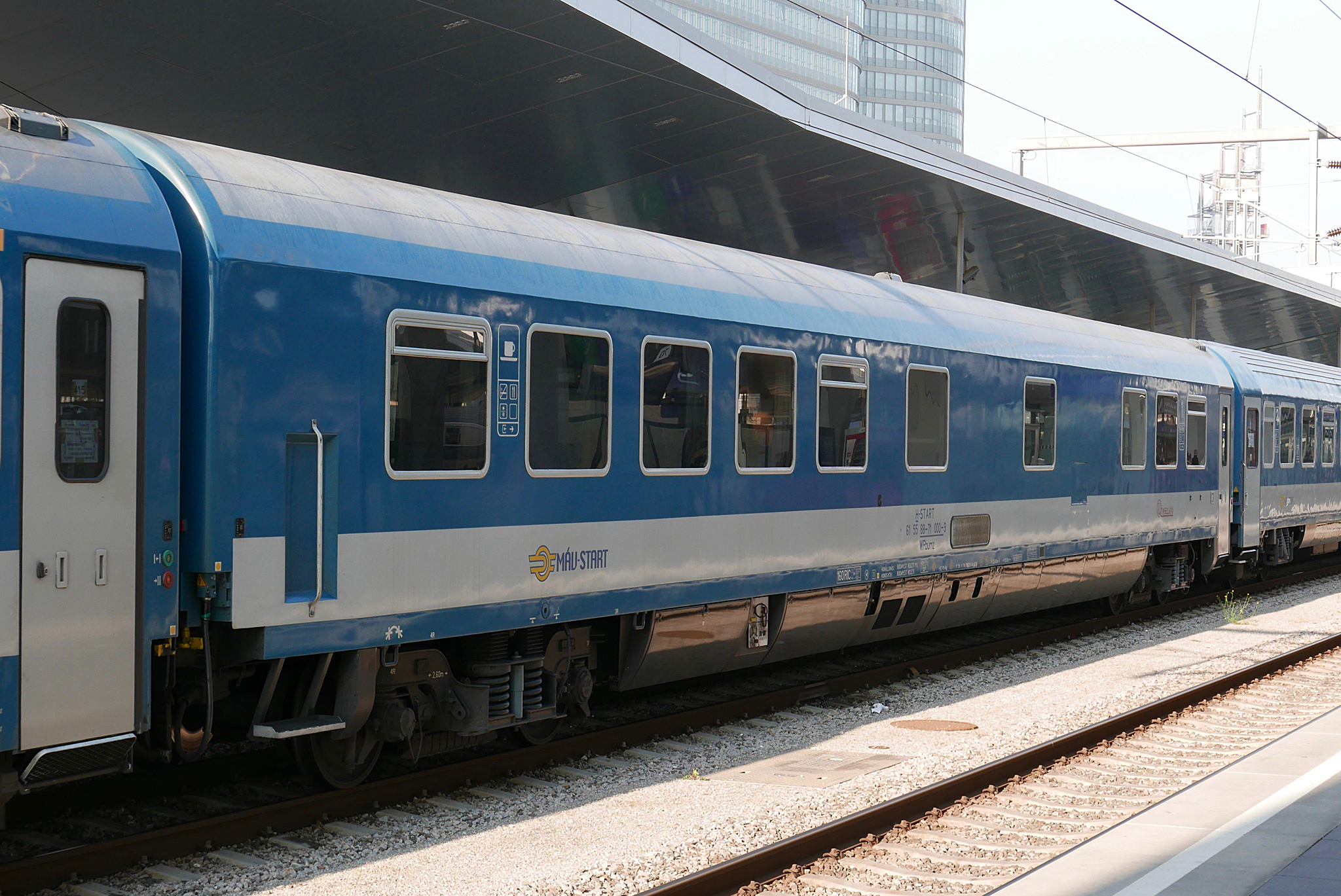
Voiture WRbumz (Hongrie)
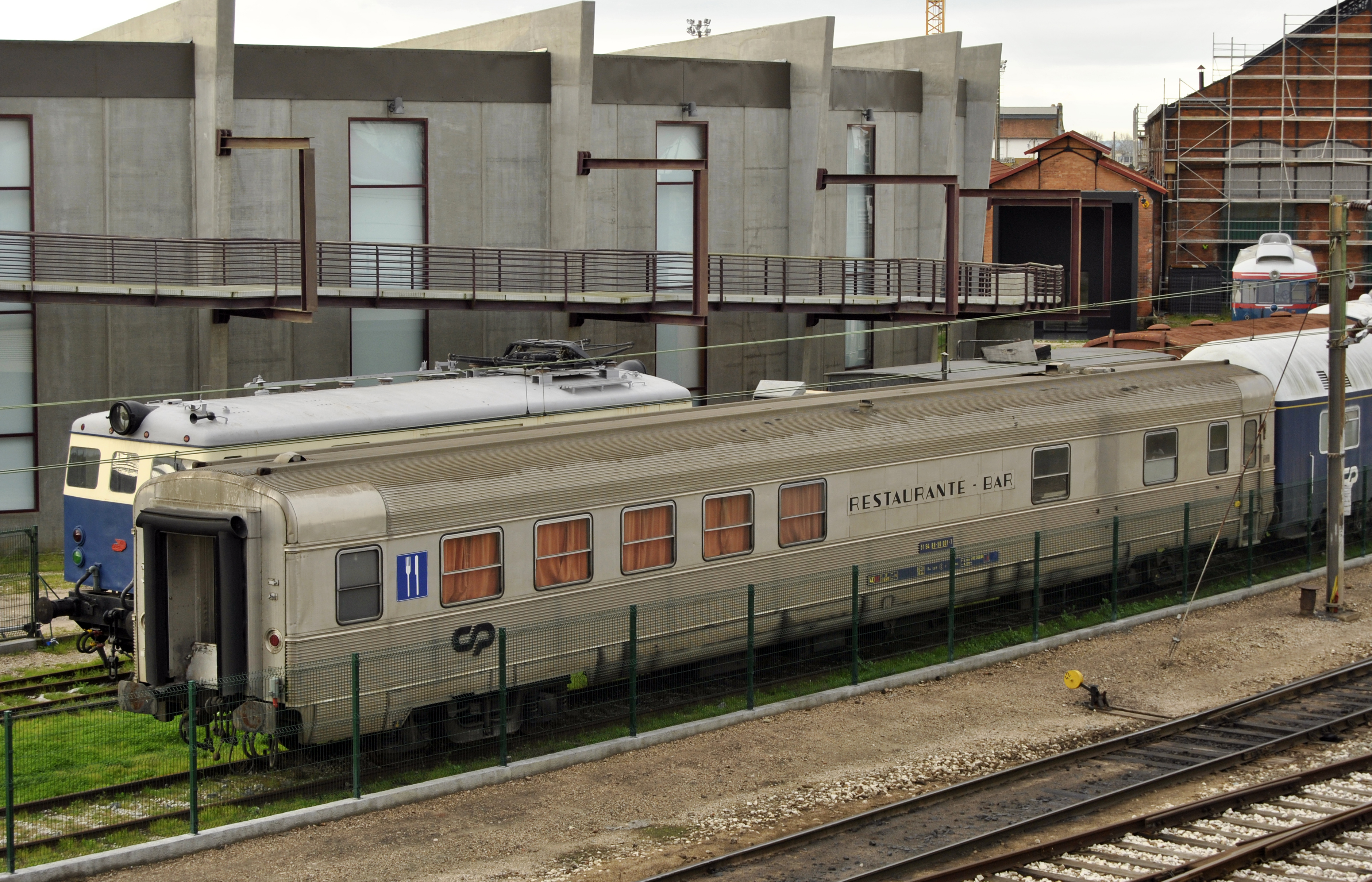
Voiture Sorefame (Portugal)
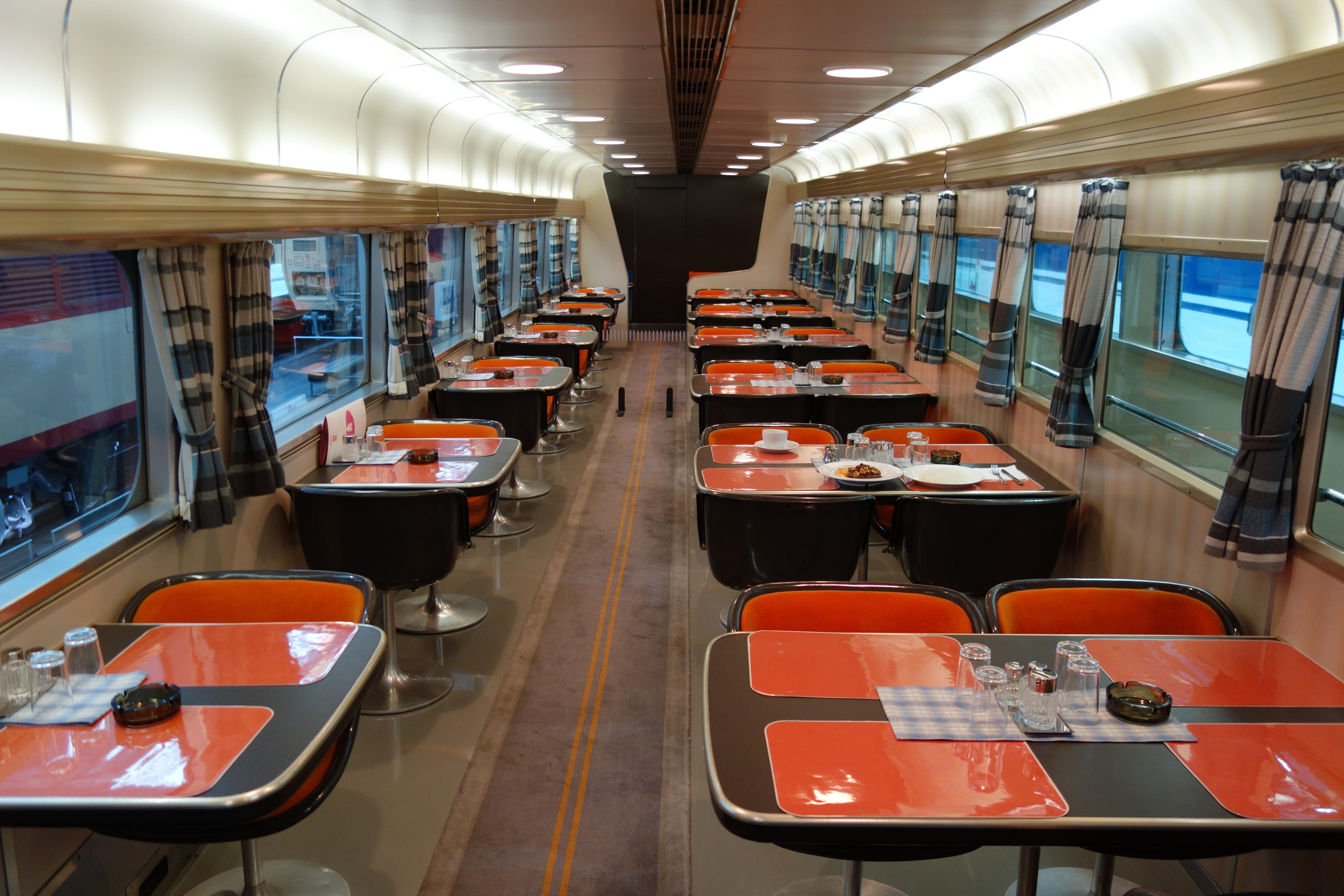
À bord du Shinkansen 0
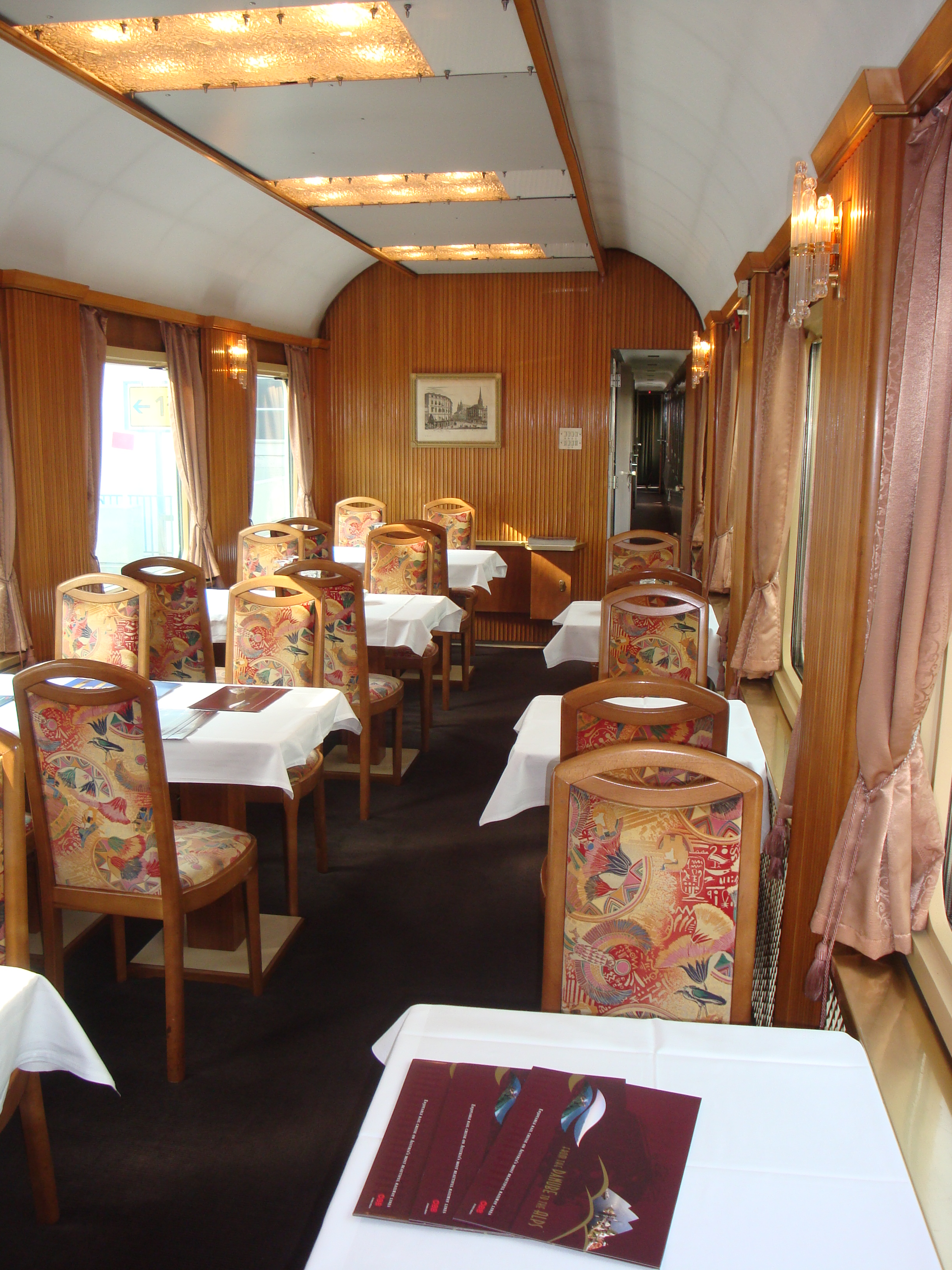
Intérieur d'une voiture autrichienne
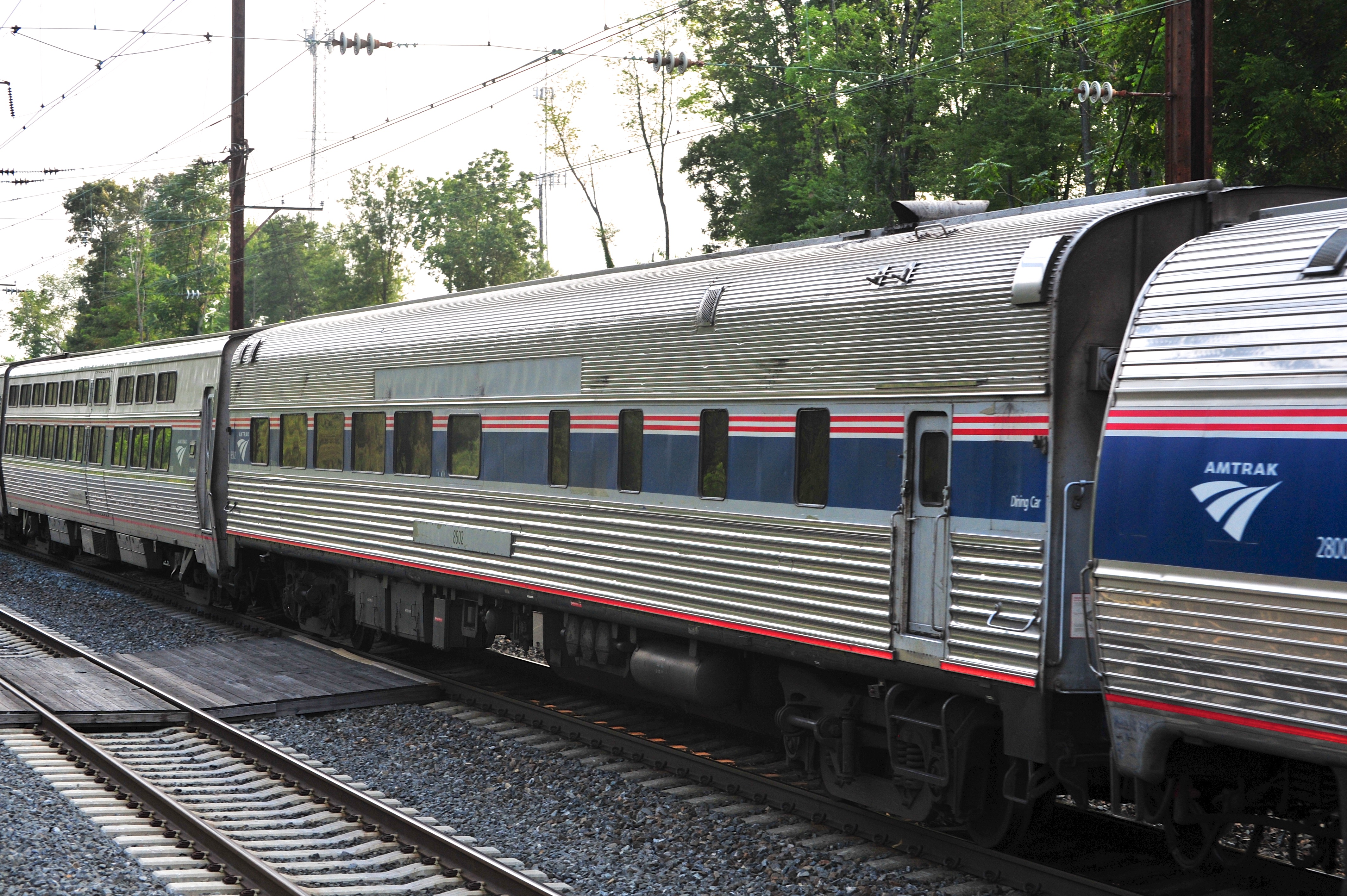
Amtrak 8502
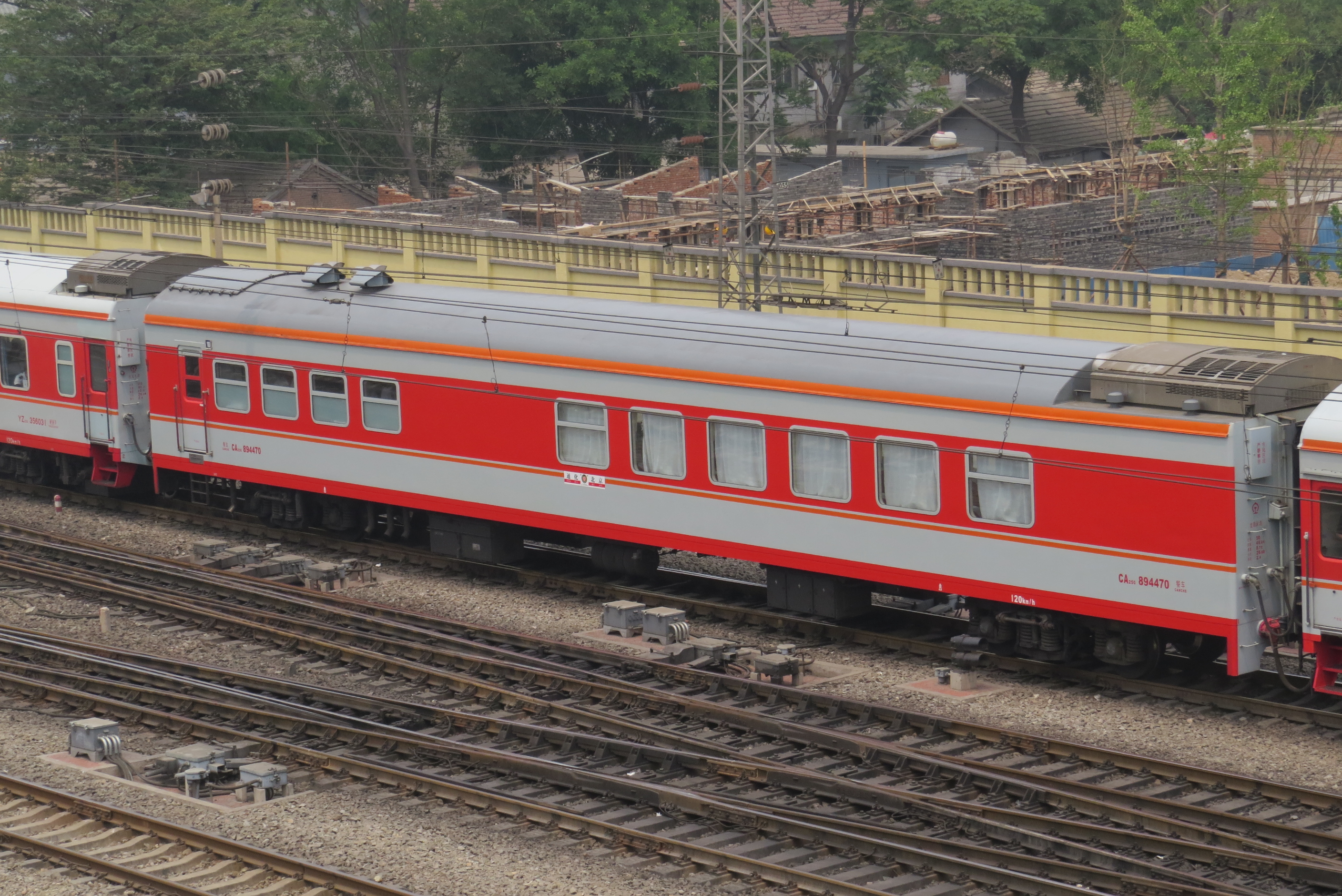
Voiture K430 (Chine)
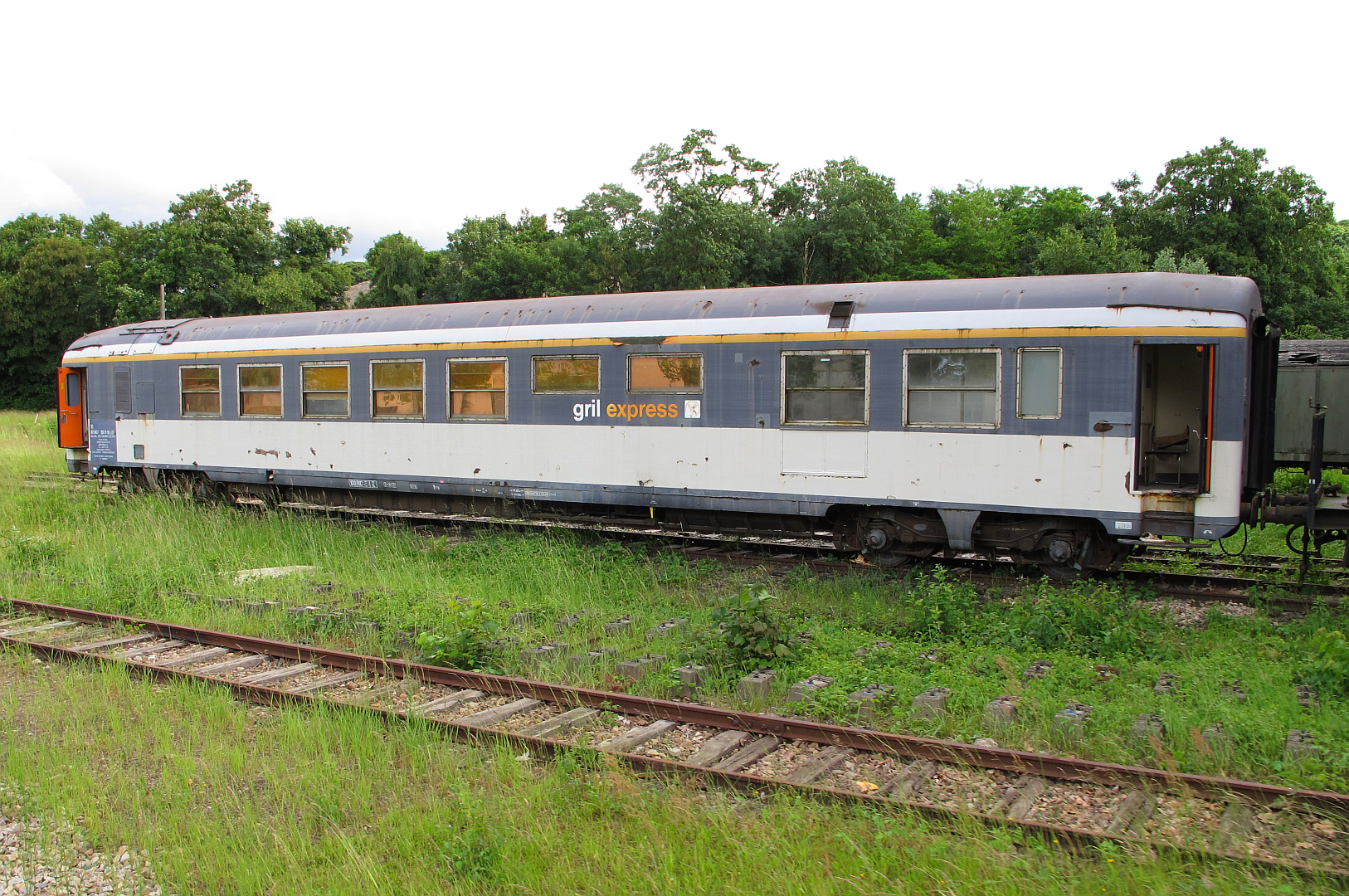
Une voiture Gril-Express en livrée Corail, à l'abandon.